# Unternehmensgruppe Fürst von Hohenzollern
Die Unternehmensgruppe Fürst von Hohenzollern ist eine deutsche Unternehmensgruppe als Verbund von sechs Unternehmen in fünf Branchen mit rund 3200 Mitarbeitern.
Eigentümer ist Karl Friedrich von Hohenzollern. Der Mischkonzern ist ein stark diversifiziertes Unternehmen (Konglomerat) mit Tochtergesellschaften, die unterschiedliche Wertschöpfungsketten aufweisen und nicht miteinander im Wettbewerb stehen.
Sitz des Konzerns ist Sigmaringen in Baden-Württemberg. Die Unternehmensgruppe Fürst von Hohenzollern wurde am 18. Januar 2006 aus der damaligen Hofkammer neu formiert. Die Hofkammer bestand seit Zeiten des Fürstentums Hohenzollern-Sigmaringen.

## Geschäftsbereiche
Die sechs Geschäftsbereiche gliedern sich in fünf Wirtschaftsbereiche:
- Immobilien: Geschäftsbereich Immobilien – Liegenschaftsverwaltung, Facilitymanagement, Vermietung und Verkauf
- Bau- und Möbelschreinerei: Geschäftsbereich Schreinerei am Nickhof (bis 2004 Fürstlich Hohenzollernsche Hofschreinerei und Restaurierungswerkstatt), fünf Mitarbeiter
- Tourismus: Geschäftsbereich Schloss Sigmaringen (Baden-Württemberg) und Geschäftsbereich Arber-Bergbahn (Bayern), derzeit rund 100 Mitarbeiter
- Forstwirtschaft: Geschäftsbereich Forst – Forstbetriebsfläche rund 15.000 ha (Baden-Württemberg: 12.800 ha, Bayern: 2.200 ha)[1], Jagdfläche rund 20.000 ha[2], derzeit 35 Mitarbeiter. Der Waldbesitz ist weitgehend verteilt auf die ehemaligen Hohenzollerischen Lande mit der Exklave Achberg. Außerdem gibt es noch Waldbesitz in Umkirch, Gernsbach (Ebersteiner Forst) und Bayerisch Eisenstein (Großer Arber).[3] Ende 2010 stieg der Geschäftsbereich in die Direktvermarktung von Wildfleisch ein. Die Unternehmensgruppe Fürst von Hohenzollern ist drittgrößter Privateigentümer von Wald in Deutschland.[4]
- Investment: Geschäftsbereich Beteiligung und Finanzen – Der Industriebetrieb „Zollern GmbH & Co. KG“ mit über 2800 Mitarbeitern und Produkten in den Sparten Stahlprofile, Gießereitechnik, Antriebstechnik und Maschinenbauelemente ist ebenso wie das Wein- und Sektunternehmen „Prinz von Hohenzollern GmbH“ eine Tochtergesellschaft der Unternehmensgruppe Fürst von Hohenzollern.